# ساركومة زليلية
ساركومة زليلية (بالإنجليزية: Synovial sarcoma)‏ (المعروف أيضا باسم: الزليلي الخبيث) هو شكل نادر من أشكال السرطان يحدث بشكل أساسي في أطراف الذراعين أو الساقين، وغالبًا ما يكون على مقربة من كبسولات المفاصل و أغماد الأوتار. وهو نوع من ساركوما الأنسجة الرخوة.
اسم «ساركوما الزليلي» تم صياغته في أوائل القرن العشرين، حيث اعتقد بعض الباحثين أن التشابه المجهري لبعض الأورام الزليلي، وميله إلى الظهور بجوار المفاصل، يشير إلى أصل زليلي؛ ومع ذلك، فإن الخلايا الفعلية التي يتطور منها الورم غير معروفة وليست بالضرورة زليلية.
الأورام اللحمية الزليلية الأولية هي الأكثر شيوعًا في الأنسجة الرخوة بالقرب من المفاصل الكبيرة للذراع والساق ولكن تم توثيقها في معظم الأنسجة والأعضاء البشرية، بما في ذلك الدماغ والبروستاتا والقلب.
يحدث الساركوما الزليلية في حوالي 2 لكل 100000 شخص في السنة. تحدث بشكل شائع في العقد الثالث من العمر، حيث يتأثر الذكور أكثر من الإناث (النسبة حوالي 1.2: 1).

## العلامات والأعراض
الساركوما الزليلية عادة ما تظهر مع تورم أو كتلة بدون أعراض، على الرغم من أنه يمكن الإبلاغ عن الأعراض العامة المتعلقة بالأورام الخبيثة مثل التعب.

## التشخيص
عادة ما يتم تشخيص ساركوما الزليلي بناءً على الأنسجة ويتم تأكيدها من خلال وجود انتقال الكروموسومات t(X;18).

### التشريح المرضي
ويمكن رؤية نوعين من الخلايا مجهرية في ساركوما الزليلي. نوع واحد ليفي، والمعروف باسم المغزل أو خلية ساركومة، هو صغير وموحد نسبيا، وجدت في الأوراق. والآخر هو الظهارية في المظهر. الساركوما الزليلية الكلاسيكية لها مظهر ثنائي الطور مع وجود كلا النوعين. يمكن أن يبدو أن الساركوما الزليلية متباينة بشكل سيء أو تكون ليفية أحادية الطور، تتكون فقط من صفائح من خلايا المغزل. تذكر بعض السلطات أنه نادراً ما يكون هناك شكل طلائي أحادي الطور يسبب صعوبة في التشخيص التفريقي. اعتمادًا على الموقع، هناك تشابه مع ساركومة الجيبية الأنفية ثنائية الرأس، على الرغم من أن النتائج الوراثية مميزة.
مثل ساركوما الأنسجة الرخوة الأخرى، لا يوجد نظام تصنيف عالمي للإبلاغ عن نتائج التشريح المرضي. في أوروبا، يكتسب نظام طروادة أو النظام الفرنسي شعبية كبيرة في حين أن نظام تصنيف NCI أكثر شيوعًا في الولايات المتحدة. يسجل نظام طروادة العينة، اعتمادًا على تمايز الورم، ومؤشر الانقسام الفتيلي، ونخر الورم، بين 0 و 6، ثم يحول هذا إلى درجة تتراوح بين 1 و 3، 1 يمثل ورمًا أقل عدوانية. نظام NCI هو أيضًا نظام من ثلاث درجات، ولكنه يأخذ عددًا من العوامل الأخرى في الاعتبار.

### الأحياء الجزيئية
وترتبط معظم، وربما جميع، حالات ساركوما الزليلي مع انتثال متبادل t (x؛ 18) (p11.2 ؛ q11.2). هناك بعض النقاش حول ما إذا كانت الملاحظة الجزيئية نفسها محددة للساركوما الزليلية.
عادة ما يتم تشخيص ساركوما الزليلي بناءً على الأنسجة وتأكيد وجود t(X;18). يتسبب حدث الانتقال هذا بين جين SS18 على الصبغي 18 و 3 من جينات SSX (SSX1 و SSX2 و SSX4) على الصبغي X في وجود جين الاندماج SS18-SSX. يجمع بروتين الاندماج الناتج بين مجال تنشيط النسخ لـ SS18 ومجالات مثبط النسخ من SSX. يدمج أيضًا في مجمع SWI / SNF لإعادة تشكيل الكروماتين، وهو مثبط للورم معروف. يُعتقد أن SS18-SSX يقوم على أساس التسبب في الساركوما الزليلية من خلال خلل في التعبير الجيني.
هناك بعض الارتباط بين نوع الاندماج SS18-SSX1 أو SS18-SSX2 وكلا شكل الورم والبقاء على قيد الحياة لمدة خمس سنوات.

## العلاج
عادة ما يكون العلاج متعدد الوسائط، ويشمل الجراحة والعلاج الكيميائي والعلاج الإشعاعي:
- الجراحة، لإزالة الورم وضمان سلامة الأنسجة الصحية. هذا هو الدعامة الأساسية لعلاج الساركوما الزليلية وهي ناجحة في حوالي 20 إلى 70٪ من المرضى، اعتمادًا على الدراسة المحددة التي يتم نقلها.[14]
- العلاج الكيميائي التقليدي، (على سبيل المثال، دوكسوروبيسين هيدروكلوريد وإفوسفاميد)، لتقليل عدد الانبثاث المجهرية المتبقية.[13] لا تزال فائدة العلاج الكيميائي في ساركوما الزليلي للبقاء على قيد الحياة بشكل عام غير واضحة، على الرغم من أن دراسة حديثة قد أظهرت أن بقاء المرضى الذين يعانون من مرض متقدم متمايز بشكل سيئ يتحسن بشكل هامشي مع علاج دوكسوروبيسين / إفوسفاميد.[15][13]

- العلاج الإشعاعي لتقليل فرصة التكرار.[13] فائدة العلاج الإشعاعي في هذا المرض أقل وضوحًا من العلاج الكيميائي.[16]